# Michal Köhl
Michal Köhl (22. září 1979 Pardubice – 29. září 2015 Praha) byl český žokej a městský strážník v Pardubicích.
Sedmkrát se zúčastnil Velké pardubické steeplechase poprvé v roce 2002. Nejlépe se umístil v roce 2006 na šestém místě s koněm Brambuschem. Ve Velké Británii se Köhlovi dokonce podařilo pokořit hranici 50 vítězství v kariéře a získat tam titul žokeje. Celkem se zúčastnil 780 závodů z nichž 71 vyhrál.
Byl to historicky první český jezdec, který dokázal oficiálně zvítězit ve Velké Británii, ve steeplechase ve skotském Kelso pro trenéra G. Chaltona
Zemřel na následky zranění, které utrpěl 27. 9. 2015 při dostihu na závodišti Brno-Dvorska. Jeho kůň Zadar upadl na proutěné překážce a žokej Köhl vypadl nešťastně ze sedla. Navzdory okamžité lékařské pomoci zemřel na následky zranění.